# Ferdinand Alexander van Baren
Ferdinand Alexander van Baren (Wageningen, 26 juni 1905 – Bilthoven, 5 oktober 1975) was een Nederlandse  hoogleraar bodemkunde aan de Rijksuniversiteit Utrecht. Van Baren heeft een belangrijke rol gespeeld in de tropische bodemkunde en was de grondlegger van het Internationaal Bodemkundig Museum (ISM, International Soil Museum).
Van Baren werd geboren als zoon van de Wageningse hoogleraar bodemkunde Johan van Baren (1875-1933) en de onderwijzeres Jeanne Pauline van de Weijer. Na zijn studie koloniale landbouw  aan de toenmalige Landbouwhogeschool in Wageningen promoveerde hij in 1934 bij professor C.H. Edelman (de opvolger van zijn vader in Wageningen) op onderzoek naar de fixatie van kalium door kleimineralen. In 1937 vertrok hij als bodemkundige naar Buitenzorg (het huidige Bogor) in het toenmalige Nederlands-Indië. Na enkele jaren in de Japanse kampen keerde hij kortstondig terug naar Nederland en bestudeerde hij in de Verenigde Staten methoden van erosiebestrijding .
In 1947 werd van Baren in Bogor aangesteld als directeur van het Bodemkundig Instituut. Een jaar later werd hij benoemd tot hoogleraar in de mineralogie en agrogeologie aan de Universiteit van Indonesië. Dit is later een onderdeel geworden van de Landbouwuniversiteit Bogor.
In de jaren '50 was hij verbonden aan het Koninklijk Instituut voor de Tropen in Amsterdam. Op 1 september 1956 werd hij benoemd tot buitengewoon hoogleraar in de algemene bodemkunde, in het bijzonder van de tropen aan de Rijksuniversiteit Utrecht. Vanaf 1 december 1965 tot 1 september 1975 was Van Baren aan deze universiteit verbonden als gewoon hoogleraar bodemkunde.
Daarnaast was Van Baren van 1950 tot 1975 Secretaris Generaal van de International Society of Soil Science (ISSS), (de Internationale Bodemkundige Vereniging), president van het Koninklijk Nederlands Aardrijkskundig Genootschap (KNAG), lid van UNESCO's panel on Humid Tropics Research en lid van de Russische Academie van Landbouwwetenschappen.
In 1966 kwam op zijn initiatief het ISM, het International Soil Museum (Internationaal Bodemkundig Museum), tot stand met steun van de FAO, de UNESCO en het Nederlandse Ministerie van Onderwijs en Wetenschappen. Van Baren was tot 1975 directeur van het museum. Het ISM had in het begin onderdak bij de Utrechtse universiteit, maar kreeg in 1977 een nieuw eigen gebouw in Wageningen. Met de uitbreiding van de activiteiten is het omgedoopt tot het International Soil Reference and Information Centre (ISRIC).
Van Baren heeft diverse publicaties op zijn naam staan. Een van de bekendste is het standaardwerk Tropical Soils in samenwerking met E.C.J. Mohr, zijn voorganger in Indonesië en bij het Koninklijk Instituut voor de Tropen.